# 前662年
| 千纪： | 前1千纪 |
| 世纪： | 前8世纪 \| 前7世纪 \| 前6世纪 |
| 年代： | 前690年代 \| 前680年代 \| 前670年代 \| 前660年代 \| 前650年代 \| 前640年代 \| 前630年代                                                                                               |
| 年份： | 前667年 \| 前666年 \| 前665年 \| 前664年 \| 前663年 \| 前662年 \| 前661年 \| 前660年 \| 前659年 \| 前658年 \| 前657年                                                                 |
| 纪年： | 周惠王十五年 魯莊公三十二年 齊桓公二十四年 晉献公十五年 秦成公二年 宋桓公二十年 楚成王十年 衛懿公七年 陳宣公三十一年 蔡穆侯十三年 曹僖公九年 郑文公十一年 燕庄公二十九年 杞德公十一年 |

## 大事记
- 魯莊公死之前，問何人可繼，叔牙想擁立慶父為君，被弟弟季友以莊公之命賜死，叔牙自鴆。

## 逝世
- 8月11日——魯莊公，中國春秋時期魯國第十六任國君，魯桓公之嫡長子。
- 叔牙，魯桓公第三子（庶次子），三桓之一叔孫氏之始祖。